# Conyngham Township (comté de Columbia, Pennsylvanie)
Conyngham Township est un township, situé au sud du comté de Columbia, aux États-Unis,. En 2010, il comptait une population de 758 habitants.

## Démographie
Lors du recensement de 2010, le township comptait une population de 758 habitants. Elle est également estimée, en 2018, à 710 habitants.

### Source de la traduction
- (en) Cet article est partiellement ou en totalité issu de l’article de Wikipédia en anglais intitulé « Conyngham Township, Columbia County, Pennsylvania » (voir la liste des auteurs).